# ゾング号事件

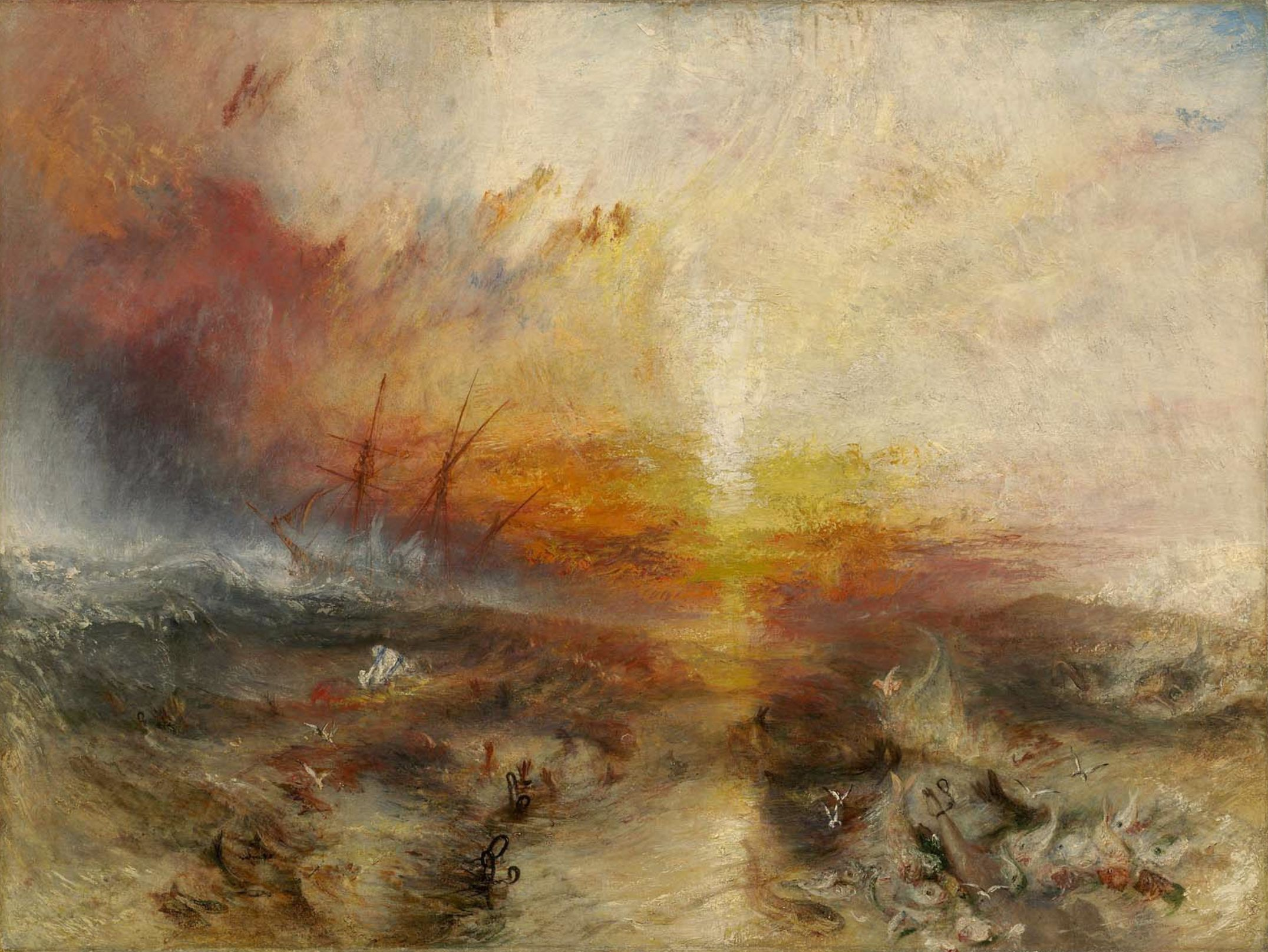
ジョゼフ・マロード・ウィリアム・ターナーの『奴隷船』。ゾング号事件からインスピレーションを得て海に捨てられた奴隷を描いたもの。

ゾング号事件（ぞんぐごうじけん、英：Zong massacre）とは、1781年にイギリスの奴隷船ゾング号の船員がアフリカ人奴隷を船から海に落として死亡させた事件。この事件で奴隷合計132人が死亡した。ゾング号が運んでいた奴隷には保険がかけられており、ゾング号の所有者は保険金の支払いを求めて裁判を起こした。ゾング号側は水不足が原因であり、奴隷の全滅を防ぐために衰弱した奴隷から「投荷」を行い処分したのだと主張したが、最終的に水不足については船員の過失が原因だと判断されゾング号側が敗訴した。だが、船員が殺人罪に問われることはなかった。この事件はイギリスにおける奴隷廃止運動に影響を及ぼし、1788年には奴隷貿易を規制する初の法律ドルベン法が制定された。

## 概要
ゾング号事件とは、イギリスの奴隷船ゾング号で船員がアフリカ人奴隷を海に捨てて死亡させた事件である。1781年11月29日から合計132人の奴隷が死亡した。この事件は奴隷貿易の恐ろしさを示す実例として扱われ、またいくつかの芸術作品や文学作品の題材となった。
リヴァプールを拠点とするグレグソンら奴隷商人の集団はゾング号を購入すると大西洋奴隷貿易に使用した。奴隷442人を乗せたゾング号は1781年8月18日にアフリカのアクラを出航したが、11月末にジャマイカを別の島だと誤認して通り過ぎてしまった。その後、ゾング号の船員は11月29日から数日間にわたり奴隷を海に捨てて死亡させた。12月22日にジャマイカのブラック・リバーに到着したときには、ゾング号の奴隷は出航前の半分以下、208人しか残っていなかった。
船の所有者は奴隷に保険をかけており、奴隷の全滅を防ぐために一部の奴隷を「投荷」、つまり海に捨てた場合は保険の補償対象となっていた。そこで、ゾング号の所有者らは死んだ奴隷の分の保険金を支払うよう求めた。だが、保険を引き受けたリヴァプールの商人らは支払いを拒否し、ゾング号側が提訴してこの事件は海上保険の支払いをめぐる法廷闘争となった。コリングウッド船長はジャマイカ到着後に既に死亡しており、乗客のロバート・スタブスと一等航海士のジェームズ・ケルサルの2人が証人となった。第一審では奴隷を海に捨てる行為自体は馬を海に捨てることと変わらないとして問題視されず、「投荷」を行う必然性が争点となったがゾング号側が勝訴した。だが、王座裁判所に上告した後、大雨が降って水を集めた後にも奴隷を海に捨てていたことが判明し、最終的に主席裁判官の初代マンスフィールド伯ウィリアム・マレーは保険金を支払う法的責任はないと判決を下した。
第一審の後、解放奴隷のオラウダ・イクイアーノが奴隷貿易廃止運動家のグランビル・シャープにこの事件を知らせ、この事件は彼の関心を引くことになった。シャープは船員を奴隷を殺害した罪で裁こうとしたが、彼の取り組みは失敗に終わった。だが、法廷闘争によりこの事件に関心をもつ人々が増え、18世紀後半から19世紀初期のイギリスにおける奴隷廃止運動に影響を及ぼした。1787年の奴隷貿易廃止協会設立に続いて、1788年には奴隷貿易を規制する初の法律ドルベン法が議会で可決されて船に乗せる奴隷の人数に上限が設けられ、1794年の改正では奴隷にかける保険の補償対象が制限された。

## ゾング号
ゾング号は積載量110トンの角型船尾の船だった。この船の以前の所有者はオランダのミデルブルフ貿易会社であり、この会社では「ゾルフ (Zorg)」号という名前が付けられていた。この船はオランダのミデルブルフを拠点に奴隷船として運用され、1777年の航海では南アメリカのスリナム沿岸まで奴隷を輸送した。1781年2月10日、このオランダ船は英国の16門ガンブリッグ、アラート号に拿捕され、2隻は2月26日までにガーナのケープ・コースト城に到着した。当時この城は王立アフリカ会社 (RAC) が他の城塞や城と共に管理しており、またRACの地方本部として使用されていた。
1781年3月上旬、ウィリアム号の船長がリヴァプールの商人らの代理としてゾング号を購入した。ゾング号の所有者となった商人の集団には、エドワード・ウィルソン、ジョージ・ケース、ジェームズ・アスピナル、ウィリアム・グレグソン、ジェームズ・グレグソン、ジョン・グレグソンがいた。ウィリアム・グレグソンは1747年から1780年にかけて50回の奴隷貿易の航海に出資していた。彼は1762年にリヴァプール市長に就任し、また亡くなるまでに彼が経済的利害関係を有していた船によって58201人のアフリカ人が奴隷としてアメリカ大陸に輸送された。
ゾング号はすでに積み込まれていた244人の奴隷と共に買い取られ、代金は為替手形で支払われた。出航時点ではゾング号には保険がかけられておらず、航海開始後に保険がかけられることになった。リヴァプールの別の商人らの集まりがゾング号と奴隷の保険を引き受け、奴隷の推定市場価格の約半分にあたる8000ポンドが補償金の上限額とされた。

### 船員
ルーク・コリングウッド船長は指揮をとる立場になるのはゾング号が初めてであり、それ以前はウィリアム号で船医として働いていた。コリングウッド船長は航法と指揮を経験したことがなかったが、船医は一般的にアフリカで購入する奴隷を選ぶときに必要とされており、彼らの医学知識は捕虜の「商品価値」を決定する根拠となっていた。船医から不合格とされた捕虜は「商業的死」、つまり無価値なものとされ、アフリカ人の奴隷管理者に殺害されることも多かった。このような奴隷の殺害は時折医師の立会いの下で行われることがあった。コリングウッドが既に奴隷の大量殺害を目にしていた可能性は十分に考えられる。歴史家のジェレミー・クリクラーが言うように、これによりコリングウッド船長は心理的にゾング号で発生した虐殺を許容するだけの心構えができていたのかもしれない。ゾング号の一等航海士はジェームズ・ケルサルであり、彼もまたウィリアム号に勤務していた人物だった。
ゾング号の唯一の乗客ロバート・スタブスは奴隷船船長を務めた経験があった。1780年の初めに、RACのアフリカ委員会はスタブスをガーナのケープ・コースト城に近いイギリスの要塞アノマボの総督に任命した。スタブスはこの地位に就いたことで、RACのケープ・コースト城評議会の副議長になった。だがケープ・コースト城の総督ジョン・ロバートとの対立と不適格とみなされたことにより、スタブスは9カ月後にRACの評議会によってアノマボ総督を解任された。RACアフリカ委員会が集めた証言では、スタブスは要塞での奴隷貿易を正しく管理できておらず、識字能力に問題のある酔っ払いだと非難されており、素行の悪さが解任につながった。彼はイギリスに帰国するため乗船した。コリングウッド船長はスタブスの奴隷船での経験が役に立つだろうと考えていたのかもしれない。
ゾング号がアフリカを出航した時点で船員は17人いたが、船の衛生状態を適切に保つには人数があまりにも少なすぎた。奴隷船には病気や奴隷の反乱のリスクがあり、それを厭わない船乗りを英国で集めるのは難しく、船がアフリカ沿岸で拿捕されたオランダ船だと知られるとさらに困難になった。結局、ゾング号にはオランダの元船員の残り、ウィリアム号の船員、アフリカ沿岸の村落から雇われた失業していた船乗りが乗船することになった。

## 航海
1781年8月18日、ゾング号は奴隷442人を乗せてアクラを出航したが、乗船人数は安全に航行できる人数の2倍を超えていた。1780年代、イギリス製の船は1トンあたり1.75人の奴隷を乗せるのが一般的だったが、ゾング号の場合は1トンあたり約4人を積み込んでいた。この時代のイギリスの奴隷船は1隻あたり193人前後の奴隷を輸送しており、比較的サイズの小さいゾング号がこれだけの大人数を輸送していたのは極めて異例のことだった。中間航路での奴隷の死亡率が平均的な数値におさまったのが不思議なほどの相当厳しい環境であった。
サントメで飲料水を積み込んだ後、9月6日にゾング号は出航して大西洋を横断してジャマイカへ向かう航路をとった。カリブ海海域に到達するまでに、ゾング号では奴隷60人以上と船員7人が死亡していた。奴隷の死亡率は約13%と中間航路としては平均的な数字だったが、船員の死亡率が約4割と高いことから明星大学の児島秀樹は他に何か別の事件が起きていたかもしれないと推測している。11月の18日か19日にゾング号はカリブ海のトバゴ島付近を通過したものの、寄港に失敗して水を補給することができなかった。
コリングウッド船長は重い病を患っていたが、このとき船を代わりに管理していた人物がいたのか、いたとすればそれは誰なのかは判明していない。通常であれば一等航海士、つまりゾング号の場合はジェームズ・ケルサルが船長の代理を務めるものだが、彼は11月14日の議論の後に職務停止処分を受けていた。ロバート・スタブスは数十年前に奴隷船の船長を務めた経験があり、コリングウッド船長が働くことができない間一時的にゾング号の指揮をとったことがあったが、彼の名前は船員の名簿には記載されていなかった。歴史家のジェームズ・ウォルビンによれば、このような指揮系統の崩壊がその後の航行ミスと飲料水補給の確認不足につながったのかもしれない。

### 虐殺

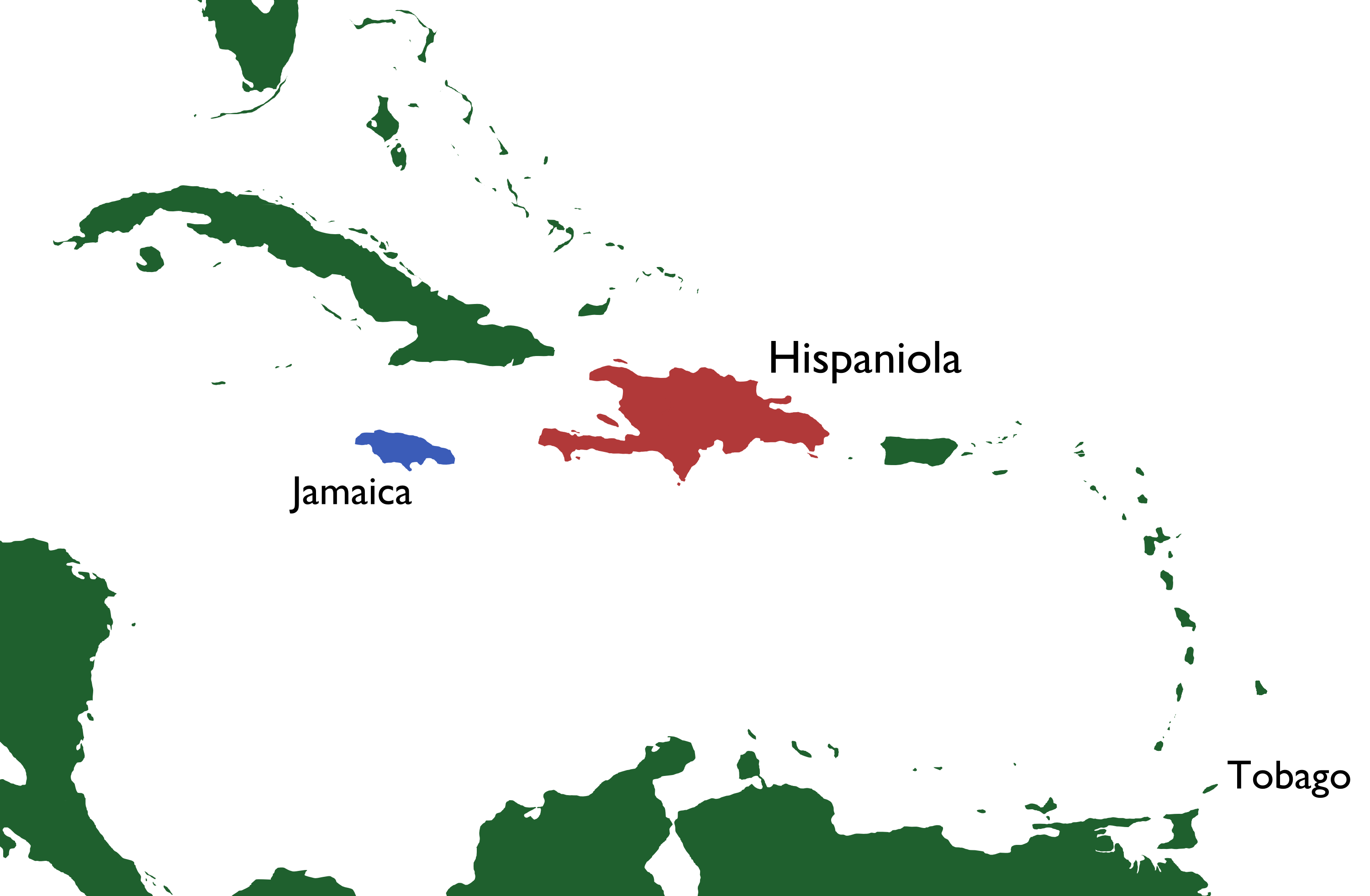
カリブ海の地図。トバゴ島（右下）、イスパニョーラ島（赤）、ジャマイカ島（青）が表示されている。

11月27日か28日に船員が27海里 (50 km)離れたジャマイカを発見したが、イスパニョーラ島のフランス植民地サン＝ドマングだと誤認してしまった。ゾング号は西方に向かう航路を進み続け、ジャマイカから離れた。この誤解が発覚したのは、船がジャマイカから風下に300マイル (480 km)離れた後のことだった。過密状態、栄養失調、事故、病気により既に数人の船員と約62人のアフリカ人が死亡していた。後のジェームズ・ケルサルの主張によれば、このミスが発覚した時点でゾング号はジャマイカまで10-13日かかる地点にいたが、船には4日分しか水が残っていなかったという。

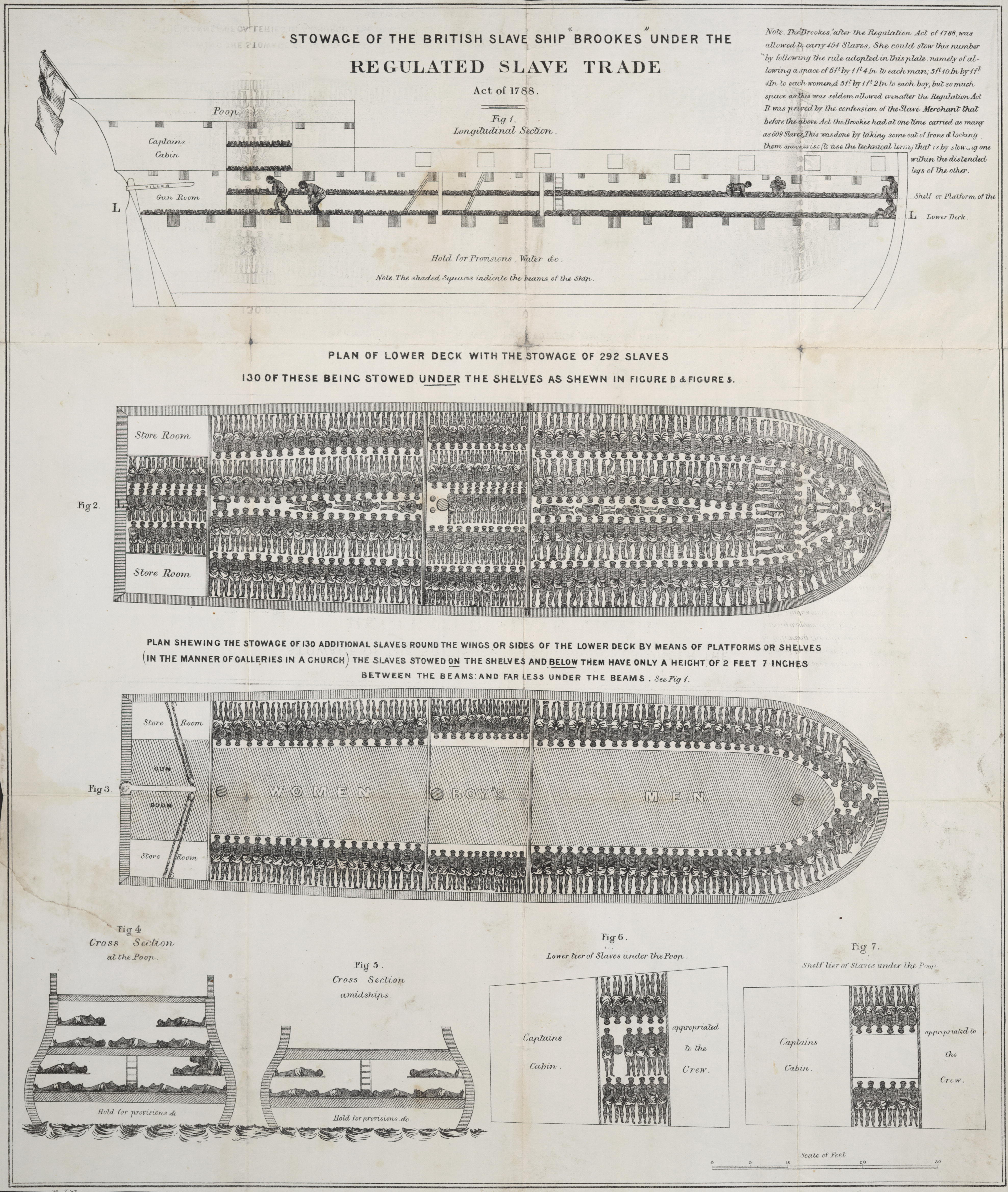
奴隷454人を輸送した奴隷船ブルックス号。1788年のドルベン法以前、ブルックス号は609人の奴隷と267トンの積荷を輸送し、積載量1トンあたり奴隷2.3人になっていた。一方、ゾング号は442人の奴隷と110トンの積荷を運んでおり、1トンあたり奴隷4.0人だった。

11月29日、船員らが集まって奴隷の一部を海に捨てる案について検討した。ジェームズ・ケルサルの主張によれば、彼は当初計画に反対していたが、すぐに満場一致で可決されたという。この日、女性と子供54人が海に捨てられた。12月1日に42人の男性奴隷が船外へ捨てられ、その後数日間でさらに36人が捨てられた。また、奴隷船での非人道的行為に反発した奴隷10人が海へと飛び込んだ。水中へと放り込まれる犠牲者たちの悲鳴を聞いて、海へ投げ込むくらいなら残りのアフリカ人の食事と水を一切断ってほしいと1人の奴隷が懇願したが、船員はその懇願を無視した。12月9日までに合計132人のアフリカ人奴隷が海に捨てられた。王座裁判所の報告書によれば、1人の奴隷がよじ登って何とか船に戻ったという。
当時、「投げ荷」は海上保険の補償対象であり、船長の権限で行われることになっていた。船員の主張によれば、船には残りの航海の間全ての奴隷を生かしておけるだけの十分な水がなかったために奴隷を「投げ荷」したのだという。だが、後にこの主張に対して反論があった。12月22日にジャマイカに到達した時点で船には420英ガロン (1,900 l) の水が残っていた。後にケルサルが作成した宣誓供述書によれば、42人の奴隷が殺害された12月1日に1日以上にわたり大雨が降り、たる6個分、11日分の水を集めることができたという。

### ジャマイカ到着
1781年12月22日、ゾング号はジャマイカのブラック・リバーに到着したが、奴隷は当初の半分以下の208人になっていた。ゾング号が運んできた奴隷は1人あたり平均36ポンドで売却された。コリングウッド船長はジャマイカ到着の数日後に死亡し、ゾング号は新たな船長の指揮下でリヴァプールに戻った。ジャマイカの植民地海事裁判所は英国がオランダからゾング号を拿捕したことは合法だと確認し、組合はこの船を「リチャード・オブ・ジャマイカ号」に改名した。

## 裁判

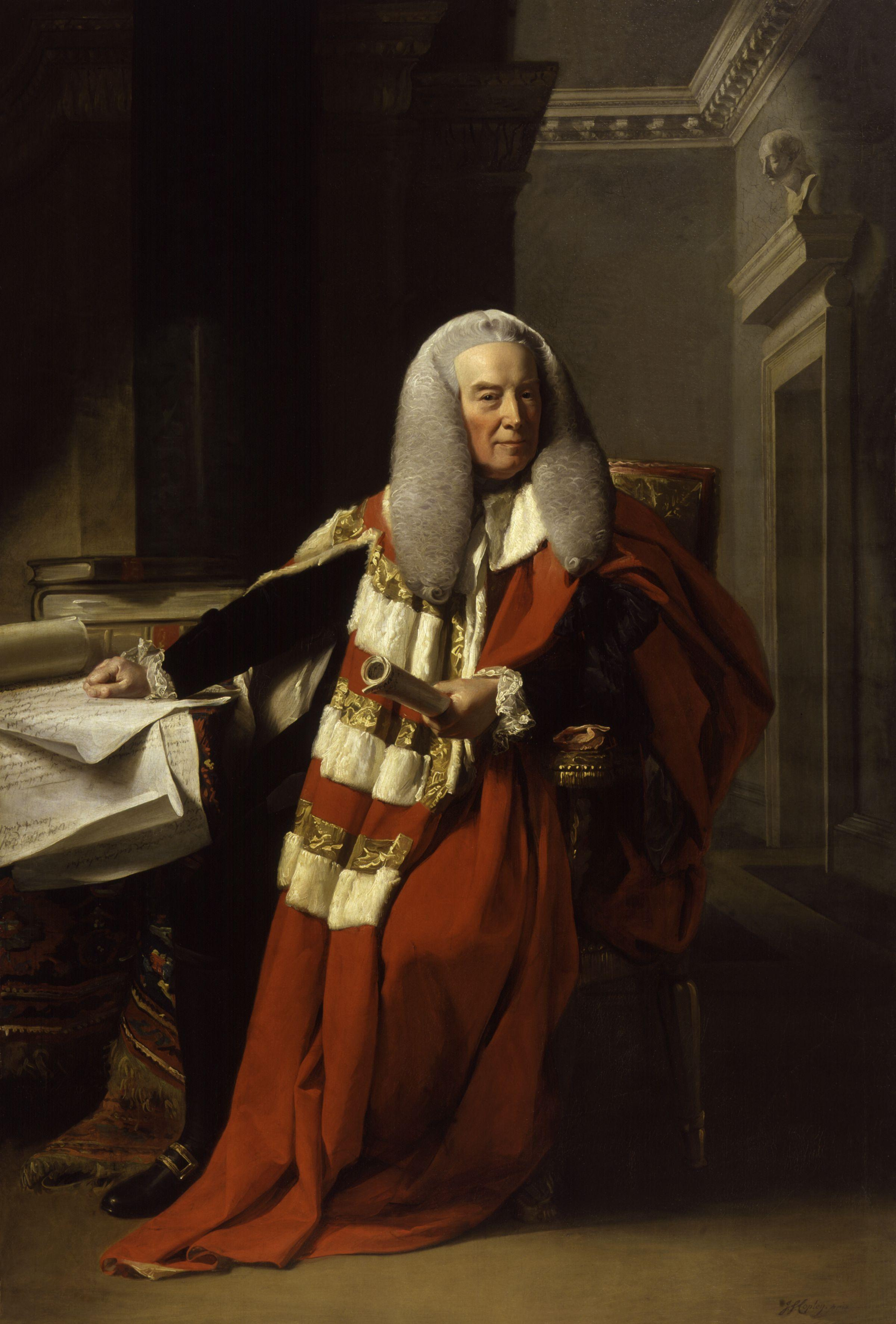
伯爵として議会用のローブを着用している初代マンスフィールド伯ウィリアム・マレー

陸上で奴隷が死亡した場合、海上で奴隷が自然死した場合は保険による補償の対象外になっていた。だが、船の残りの「貨物」を守るために数人の奴隷を投げ荷した場合は補償の対象となっていた
。ゾング号の保険では奴隷1人の損失あたり30ポンドを補償することになっていた。
ゾング号の航海の結果がイギリスに伝わると、船の所有者らは失った奴隷の補償をするよう求めた。だが保険を請け負った商人らは補償を拒み、ゾング号のオーナーらは裁判に訴えた。ゾング号の航海日誌はジャマイカ到着後、つまり裁判の2年前の時点で紛失していた。公判の奴隷殺害に関する証拠書類のほとんどは現存しているが、第一審の公式記録は控訴審で参照された分しか残されていない。保険者は航海日誌を故意に破棄したのだと主張したが、グレグソンらは否定した。
現存する資料のほとんどは信頼性に問題がある。証人であるロバート・スタブスとジェームズ・ケルサルの2人には自身への非難を免れるという強い動機があった。殺害された奴隷の数、船に残っていた水の量、ゾング号が航路を間違えた時点でのジャマイカとの距離は不正確な可能性がある。

### 第一審
グレグソンらは保険金の支払いを求め、ロンドンのギルドホールの裁判所に提訴した。1783年3月6日、主席裁判官のマンスフィールド伯が担当となり裁判が開かれた。マンスフィールド伯は1772年にジェームズ・サマーセットの裁判（サマーセット事件）を担当した裁判官だった。この裁判はイギリスにおける奴隷制度の合法性に関するものであり、このときマンスフィールド伯はイギリスの法律が奴隷制度を制定したことはなく、またコモン・ローも奴隷制度を支持していないと判決を下した。
第一審ではロバート・スタブスが唯一の証人となった。陪審は奴隷を貨物とみなす海上保険の規約に基づき、ゾング号所有者の勝訴とした。同年3月19日、解放奴隷のオラウダ・イクイアーノが奴隷貿易廃止運動家のグランビル・シャープにゾング号の事件について伝え、新聞には長文の記事が掲載されて船長が3回にわたり奴隷の殺害を命じたと報道された。シャープは翌日、船員を殺人罪で告訴できるかどうか法的助言を求めた。

### 王座裁判所への上告

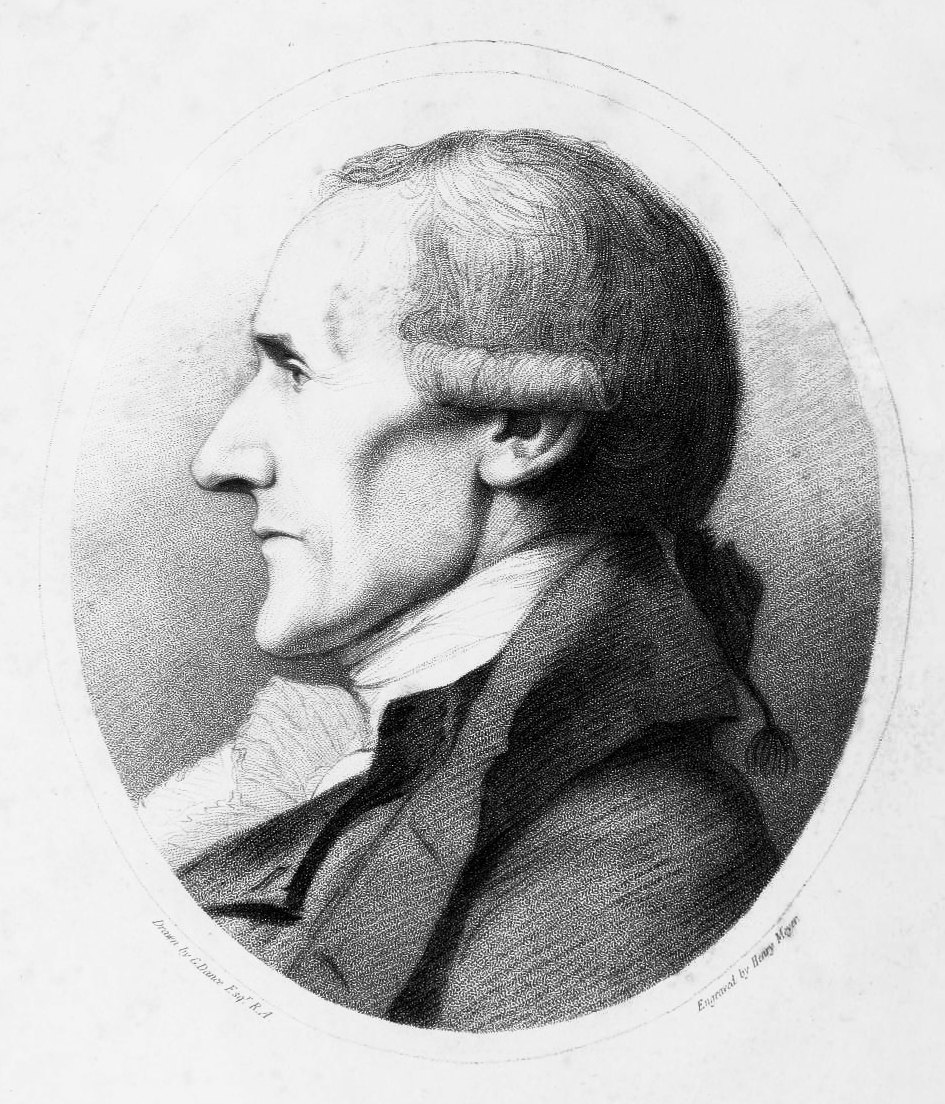
グランビル・シャープの肖像画（1820年、ジョージ・ダンス）作

保険者の商人らは、マンスフィールド伯に以前の判決を破棄して審議しなおすよう求めた。ウェストミンスター・ホールにあった王座裁判所で1783年5月21-22日から審問が行われ、マンスフィールド伯と他2名の王座裁判所の裁判官ブラー判事とウィリーズ判事の3人が担当した。また、ギルドホールでの裁判と同様、ゾング号のオーナーを代表して主席事務弁護士のジョン・リーが出廷した。グランビル・シャープも裁判の記録を書かせるために雇用した秘書1人を連れて参加した。
第一審の評決を総括して、マンスフィールド伯は次のように述べた。
コリングウッド船長は1781年に死亡しており、乗客のロバート・スタブスが唯一の証人としてウェストミンスター・ホールに出廷し、また一等航海士ジェームズ・ケルサルの宣誓供述書が裁判で使用できる資料となった。スタブスは奴隷を捨てる必然性について、船員は奴隷の一部を処分しなければ全ての奴隷が死んでしまうと危惧していたと証言し、必然性はあったのだと主張した。一方、保険者側は、コリングウッド船長がジャマイカを通過する航路で「大失敗と誤解」をし、船の所有者が補償金を請求できるようにするため奴隷を殺害したと主張した。また、コリングウッド船長は奴隷船の船長としての最初の航海を不採算に終わらせたくなかったのでそのような行為をしたのだと主張した。
これに対しジョン・リーは、積荷の家畜を弱ったものから「投荷」することで健康な家畜を守るように、弱った奴隷を投荷したのだと反論した。保険者の法務チームは、リーの主張は奴隷の扱いにおける人道上の問題の1つ、無実の人々を殺害したことを正当化できるものではないと反論し、またゾング号の船員の行動は殺人以外の何物でもないとも述べた。なお、歴史家のジェームズ・ウォルビンは、グランビル・シャープが法務チームの戦略に直接影響した可能性があると主張している。
審問では新たな証拠となる証言が得られた。2回目の投荷を行った日には大雨が降ったがその後も奴隷が海に落とされていたというのだ。降雨により水不足が緩和された後に奴隷を捨てたことについては船と他の奴隷を守るためという理由では正当化できないので、マンスフィールド伯は再審議を要請した。第一審の証言では水不足は船長の誤りが原因というよりはむしろ船の悪条件、海の状態が予想外だったことが原因だとされていたので、本件を担当した裁判官の1人はこの証拠により第一審での陪審の判断は無効になったと述べた。マンスフィールド伯はゾング号の船員の過失によって引き起こされた損失であるとして、保険者には過失による損失に対して補償する責任はないと結論を出した。
この事件について他の審理が開かれたという証拠は存在しない。シャープの努力にもかかわらず、ゾング号の船員が奴隷を殺害した罪で起訴されることはなかった。だが、ゾング号事件は最終的には国内および国際的な注目を集めることになった（#奴隷制度廃止運動への影響）。

### マンスフィールド伯の意図
ジェレミー・クリクラーはマンスフィールド伯の意図について著作中で述べている。クリクラーによれば、マンスフィールド伯は商法を可能な限り大英帝国の海外貿易に対して有益なものにしておきたかったのであり、結果として殺人に関してさえも「共同海損」の原則を維持することを望んでいたのだという。マンスフィールド伯にとって、保険業者を支持することはこの考えを大きく損なうものだった。事件の期間に雨が降っていたという新事実によって、マンスフィールド伯は「共同海損」の概念を損なうことなく再審議を指示することができた。だが、もし水不足が船長の過ちによって発生したものでなければ、彼は奴隷の殺害を法的に正当なものだと強調してゾング号のオーナーの保険請求を認めただろうとクリクラーは述べている。
クリクラーはまた、マンスフィールド伯の結論は彼の前任者マシュー・ヘイルが自衛のために罪のない人間を殺害することは違法だとした判例を無視しているとも述べている。マシュー・ヘイルの判例の重要性は、1世紀後の『ミニョネット号事件』、航海中の殺人行為の正当性に関する裁判で証明されており、加えてマンスフィールド伯は違法行為から発生した補償請求は違法だという重要な法的原則も認めなかったとクリクラーは主張している。

## 奴隷制度廃止運動への影響

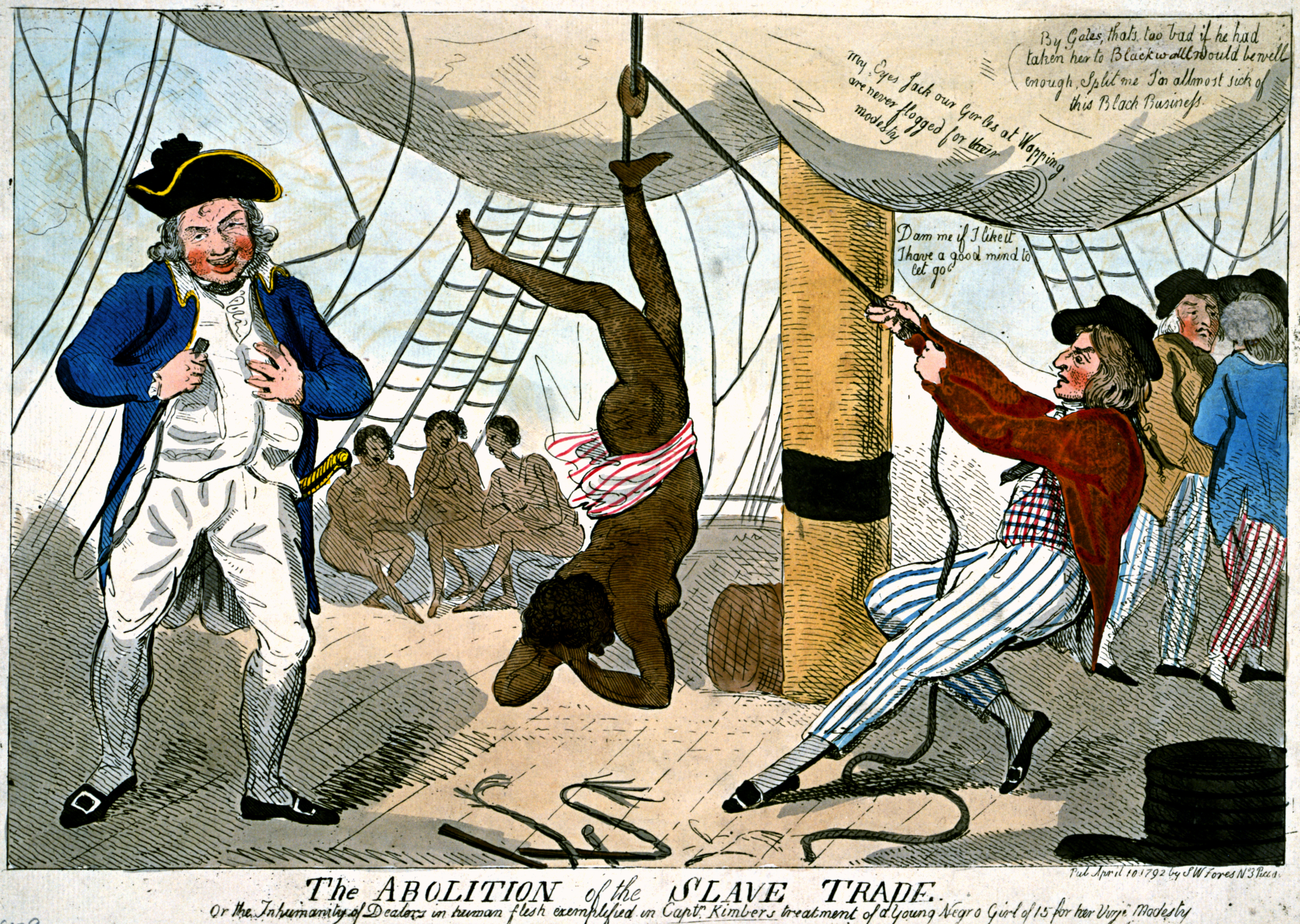
ジョン・キンバー船長が女性の奴隷を拷問している様子を描いた風刺画。1792年作成。ゾング号の船員とは異なり、キンバー船長は女性の奴隷2名を殺害したことで裁判にかけられた。ゾング号事件の報道は限られたものだったが、10年後のキンバー船長の公判はこのような絵と共に大々的に報道された。

グランビル・シャープはこの事件への関心を高めるためキャンペーンを行い、新聞社、海軍本部のアドミラルティ・ボード（海軍本部委員会）の委員、当時のイギリス首相第3代ポートランド公爵に手紙を認めた。だが、海軍本部委員からもポートランド公爵からも返信はなかった。ロンドンのある新聞社が唯一1783年3月のゾング号第一審について報じたが、事件の詳細を報道するに留まった。1783年3月の新聞記事がゾング号事件について公表した最初のものだったが、この記事が出た時点で既に事件から18カ月近くが経過していた。1787年以前にゾング号事件について印刷されたものはこれ以外にほとんど存在しなかったとされている。
このように失敗もあったが、シャープの努力はいくつかの成果を得た。クエーカーのウィリアム・ディルウィンは証拠が奴隷貿易にとって重大なものか確認するよう頼んでおり、シャープは1783年4月にディルウィンへと事件の記事を送った。キリスト友会ロンドン年次集会は直ちに奴隷反対運動を開始すると決断し、同年6月17日に273名のクエーカーが署名した奴隷貿易廃止の請願書が議会に提出された。シャープはイングランド国教会の司教と牧師、既に奴隷制度廃止運動に共感している人々にも手紙を送った。
ゾング号が世論に及ぼした短期的な影響は小さく、奴隷廃止運動の研究者シーモア・ドレシャーいわく初期の奴隷廃止運動家が直面した課題を示していた。だが、シャープの取り組みの後、ゾング号事件は奴隷制度廃止運動家の文献では重要な題材となり、トマス・クラークソン、オトバ・クゴアーノ、ジェームズ・ラムゼイ、ジョン・ニュートンの著作で議論されている。これらの著書ではしばしば船と船長の名前は省かれており、Srividhya Swaminathanの言葉を借りれば「ミドル・パッセージのあらゆる船を描写することができる虐待の肖像」を創り出すことになった。
この事件は奴隷貿易の恐ろしさを伝える強力な実例としてイギリスにおける奴隷廃止運動の発達を促し、1780年代後半の英国で奴隷廃止運動はその規模においても、また影響力の面でも劇的な拡大をみせることになり、1787年には奴隷貿易廃止協会が設立された。
1788年、奴隷貿易に反対する多数の請願が議会に届き、議会は調査を行った。奴隷船を視察したウィリアム・ドルベン準男爵の強力な支持により、奴隷貿易を規制する初の法律ドルベン法が承認された。過密と劣悪な衛生状態の問題を軽減するため、この法律は輸送する奴隷の数に制限をかけた。奴隷船に積載する奴隷の人数は船舶3トンあたり5人、つまり1トンあたり約1.6人と定められた。1794年の改正では奴隷にかける保険の補償範囲が制限され、「その他あらゆる危険、損失、災難」のような一般的な条項は違法となった。なお、このような包括条項はゾング号の保険証券にも記載されていた。この改正により、自然死や投げ荷などは補償の対象外とされた。この法律は毎年の改正が必要であり、ドルベンはこれらの取り組みを主導し、しばしば議会で奴隷制度に反対する演説を行った。1799年にはこれらの条文を恒久的なものにする議員立法が可決された。
奴隷廃止運動家、特にウィリアム・ウィルバーフォースは奴隷貿易を廃止させるため努力し続けていた。1807年の奴隷貿易廃止法では大西洋の奴隷貿易が禁止され、海軍はアフリカを封鎖した。アメリカ合衆国も1808年に大西洋奴隷貿易を禁止し、主に1842年以降、海上での違法な奴隷船の拿捕に協力した。
1823年、大英帝国全体での奴隷廃止を目標に掲げた反奴隷制協会が設立され、1833年の奴隷廃止法によりこの目標は達成された。19世紀の奴隷廃止運動家の著作では、ゾング号事件がしばしば例示されている。例えば、1839年に出版されたトマス・クラークソンの『History of the Rise, Progress, and Accomplishment of the Abolition of the African Slave Trade』には奴隷殺害についての記述がある。
クラークソンの著作は画家のターナーに多大な影響を及ぼし、ターナーは1840年に王立芸術院の展示会で『奴隷船』という題名の絵画を展示した。この絵画には拘束され船から海へと投げ捨てられた奴隷がサメに食い殺される様子が描かれている。奴隷の枷など、この絵画の細部はクラークソンの著書の挿絵の影響を受けているように思われる。この絵が展示された展示会が開催されたのは、ロンドンで初の世界奴隷制反対会議が開催される1ヶ月前のことであり、世界規模の奴隷廃止運動において重要な時期であった。この絵画の所有者となったジョン・ラスキンも『奴隷船』を称賛していた。20世紀の評論家Marcus Woodは、この絵画を大西洋奴隷貿易を描いた西洋の美術作品の中でも数少ない真に優れた描写の1つだと評価した。

## 現代文化におけるゾング号

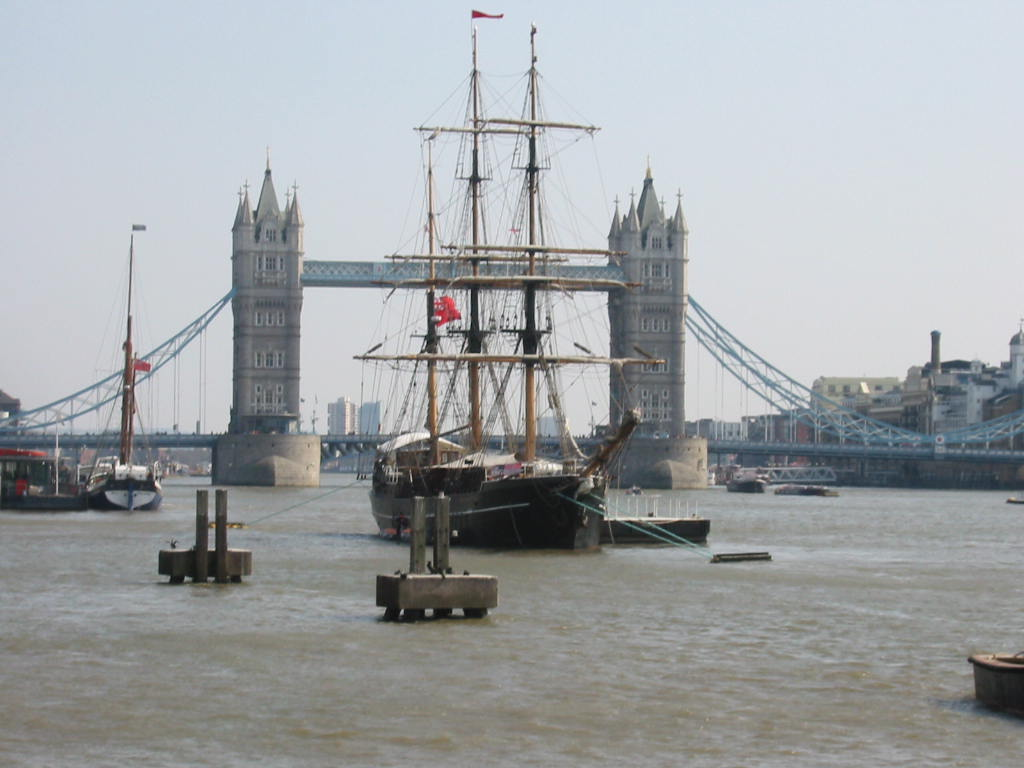
2007年に開催された奴隷貿易廃止200周年式典に登場した、ゾング号を模した帆船（カスケロット。背景にタワーブリッジが写っている。

ゾング号事件はいくつかの文学作品の題材となった。Fred D'Aguiarの1997年の小説『Feeding the Ghosts』では、ゾング号から船外へ捨てられて生き残ったアフリカ人奴隷Mintahの物語が描かれている。文化史学者のAnita Rupprechtによれば、この作品は事件に対するアフリカ人の無言の声を表現しているという。M. NourbeSe Philipの2008年の詩集『Zong!』はこの事件を取り巻く出来事に基づいており、王座裁判所での審問を主な題材としている。2007年にはNitro theatre companyの企画によりMargaret Busbyの劇『An African Cargo』がグリニッジ劇場で上演された。この劇はゾング号事件と1783年の裁判を題材としていた。テレビドラマ『Garrow's Law』では、2010年にゾング号事件の法廷闘争を元にしたエピソードが放送された。ただし、ドラマの主人公ウィリアム・ガロウは史実ではこの事件に関与していなかった。

### 2007年記念式典
2007年、ジャマイカのブラックリバーで、ゾング号の着岸地点の近くに追悼碑が設置された。2007年3月29日にロンドンで奴隷貿易廃止法200周年を記念する式典が開催され、ゾング号を模した帆船がタワー・ブリッジまで航行した。この演出には300,000ポンドが費やされており、ゾング号事件と奴隷貿易を表現していた。海軍のフリゲート艦ノーサンバランド号がこの帆船を護衛していたが、これは1807年以降の奴隷貿易鎮圧におけるイギリス海軍の働きを記念してのものであり、フリゲート艦の船内では展示会が開催されていた。